# Campeonato Mundial de Luge de 1987
O Campeonato Mundial de Luge de 1987 foi a 23ª edição da competição e foi disputada entre os dias 23 a 25 de janeiro em Innsbruck, Áustria.

## Medalhistas
| Evento                        | Ouro                                                | Prata                                              | Bronze                                                   |
| Individual masculino detalhes | AUT Markus Prock                                    | DDR Jens Müller                                    | URS Sergej Danilin                                       |
| Individual feminino detalhes  | DDR Cerstin Schmidt                                 | DDR Gabriele Kohlisch                              | DDR Ute Weiss-Oberhoffner                                |
| Duplas detalhes               | DDR Alemanha Oriental Jörg Hoffmann Jochen Pietzsch | FRG Alemanha Ocidental Stefan Ilsanker Georg Hackl | FRG Alemanha Ocidental Thomas Schwab Wolfgang Staudinger |

## Quadro de medalhas
| Ordem | País               |   |   |   |   |
| 1     | Alemanha Oriental  | 2 | 2 | 1 | 5 |
| 2     | Áustria            | 1 |   |   | 1 |
| 3     | Alemanha Ocidental |   | 1 | 1 | 2 |
| 4     | União Soviética    |   |   | 1 | 1 |